# البنك الوطني الكازاخستاني
البنك الوطني الكازاخستاني (بالقازاقية: Қазақстан Ұлттық Банкі)‏ هو البنك المركزي لجمهورية كازاخستان.

## روابط خارجية
- الموقع الرسمي
 (بالروسية) (in Kazakh) (بالإنجليزية)